# Влада Урошевич
Влада Урошевич (на македонска литературна норма: Влада Урошевиќ) е поет, романист, преводач, есеист, литературен и художествен критик от Северна Македония.

## Биография
Роден е в Скопие в 1934 година. Завършва Философския факултет на Скопския университет. Става хабилитиран преподавател във Филологическия факултет „Блаже Конески“ на Скопския университет в 1981 година, а в 1987 става доктор. Работи като сътрудник и редактор на редакцията за култура и изкуство на Телевизия Скопие. Урошевич е избран за доцент в катедрата Обща и сравнителна книжовност във Филологическия факултет в Скопие в 1982 година. Става редовен професор в същата катедра в 1988 година. Работи като редактор на списание „Разгледи“.
Влада Урошевич е дописен член на международната „Академия Маларме“ в Париж и редовен член на Европейската академия за поезия със седалище в Люксембург. Член е на Дружеството на писателите на Македония от 1961 година. Става член на Македонската академия на науките и изкуствата и на Македонския ПЕН център.

## Творчество
- Еден друг град (поезия, 1959)
- Невиделица (поезия, 1962)
- Вкусот на праските (роман, 1965)
- Манекен во пејзажот (поезия, 1967)
- Летен дожд (поезия, 1967)
- Знаци (разкази, 1969)
- Врсници (критика и есета, 1971)
- Ноќниот пајтон (разкази, 1972)
- Ѕвездена терезија (поезия, 1973)
- Нуркачко ѕвоно (поезия, 1975)
- Сонувачот и празнината (поезия, 1979)
- Мрежа за неуловливото (критика и есета, 1980)
- Лов на еднорози (разкази, 1983)
- Компасот на сонот (поезия, 1984)
- Нишката на Аријадна (критика и есета, 1985)
- Хипнополис (поезия, 1986)
- Подземна палата (есета, 1987)
- Демони и галаксии (студия, 1988)
- Панична планета (поезия, 1989)
- Алдебаран (записки и пътеписи, 1991)
- Митската оска на светот (критика и есета, 1993)
- Ризиците на занаетот (поезия, 1993)
- Мојата роднина Емилија (роман, 1994)
- Паники (поезия, 1995)
- Дворскиот поет во апарат за летање (роман, 1996)
- Париски приказни (записки и пътеписи, 1997)
- Астролаб (критика и есета, 2000)
- Дива лига (роман, 2000)
- Мане, текел, фарес (поезия, 2002)
- Невестата на змејот (роман-приказка, 2008)
- Седмата страна на коцката (разкази, 2010)
- Размена на пораки (разкази, в съавторство с Таня Урошевич, 2013)
- Тајна мисија (разкази, 2013)
- Маџун (роман, 2018)
- Безразборна лабораторија (поезия, 2019)

Антологии
- Црниот бик на летото (1963)
- Француска поезија – ХХ век (1972)
- Црна кула (1976)
- Современа македонска поезија (на сърбохърватски, 1978)
- Космос в амбар (на холандски јазик, 1980)
- Кула (на узбечки јазик, 1981)
- Големата авантура: францускиот надреализам (1993)
- Шуми под море (1994)
- Златна книга на француската поезија (1996)
- Седум француски поети (2001)
- Избрани дела (2004)

## Награди
Носител е на наградите „Братя Миладиновци“ (1967, 1973 и 1986), „Григор Пърличев“ (1974 и 1989), „Рациново признание“, „Кирил Пейчинович“, „Младост“ и „Нолит“.